# La Llordella
La Llordella és una masia de tres plantes i baixos que aprofità el desnivell del terreny orientada a llevant i coberta amb teulada de doble vessant i amb el carener perpendicular a la façana, la distribució d'obertures (finestres, eixides portes, etc.) és totalment simètrica. A tramuntana i ponent, un conjunt de diferents edificacions davant la lliça de la casa, formen un pati tancat, deixant l'era de batre fora de l'àmbit estricte de la casa. La masia construí la seva capella advocada a la Verge dels Dolors a llevant, dins l'estructura mateixa de la masia.
La construcció actual de la casa de Llordella és relativament moderna; una llinda a la porta de llevant ens informa detalladament: Ramon Llordella feu fer esta obra per Franco Esquius mestre de cases en 1868.